# Mitologia basca

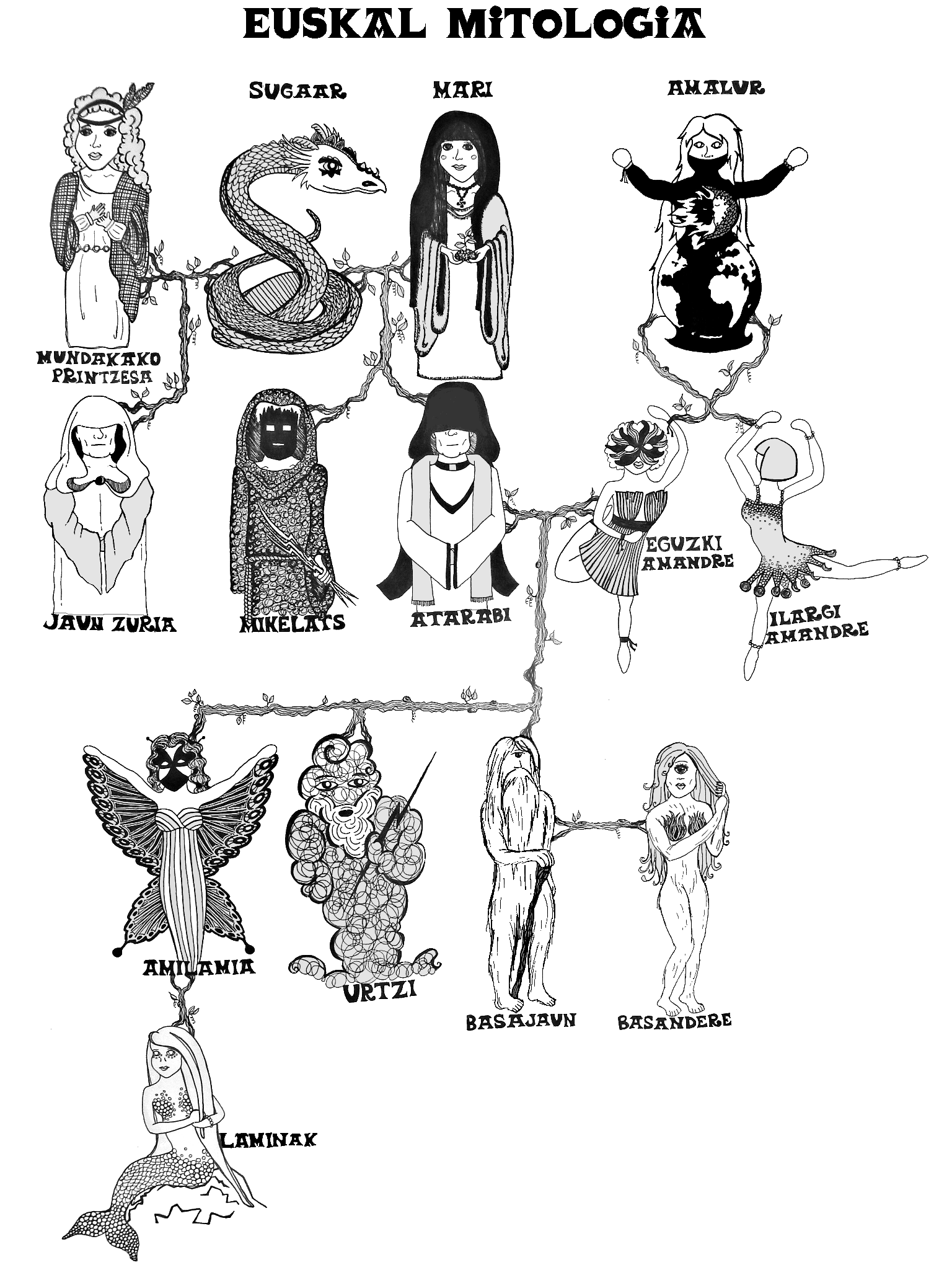
Albero genealogico della mitologia basca

L'antica mitologia basca è centrata attorno alla figura della dea Mari, ed il suo consorte Sugaar (chiamato anche Maju). Questa mitologia è considerata una religione ctonica, in quanto tutte le sue divinità si trovano o sulla terra o sotto di essa: il cielo è considerato solo un corridoio vuoto, attraverso il quale le divinità possono viaggiare

## Mari e la sua corte
Mari ed il suo consorte Sugaar sono considerati gli dei supremi. Mari è rappresentata in forme diverse: come donna, come animale, e via dicendo. Sugaar, invece, assume sempre la forma di uomo o di serpente-dragone.
Creature simili alle streghe, chiamate sorginak, sono i loro servitori. Spesso hanno caratteristiche che li accomunano alle sacerdotesse pagane. Ad ogni modo, l'Inquisizione Spagnola distrusse questi culti con esecuzioni sommarie, soprattutto tra Zugarramurdi e Logroño, che erano le città più importanti del culto. Oggi, le parole akelarre in basco ed aquelarre in spagnolo significano Sabba.

### Altre creature
- Lamiak o laminak: un tipo di ninfe con zampe di uccelli, che vivono nei fiumi e nei boschi.
- Iratxoak: folletti.
- Jentilak (gentili): così si facevano chiamare i Baschi Pagani che adoravano i loro dei. Oggi, l'unico "gentile" scampato all'inquisizione, è Olentzero, l'equivalente basco di Babbo Natale.
- Mairuak o Intxisuak: sono gli equivalenti maschi delle lamiak nella regione dei Pirenei, dove si dice abbiano costruito diversi cromlech.
- Tartalo: la versione basca dei Ciclopi Greco-Romani.
- Basajaun: spirito protettore della natura.
- Basandere: la versione femminile di Basajun.
- Gaueko: demone della notte.
- Odei: personificazione delle tempeste di pioggia.
- Ama Lur: la Madre Terra.
- Eguzki o Eki: il Sole, figlia di Ama Lur.
- Ilargi o Ile: la Luna, figlia di Ama Lur.

### Altri personaggi minori
- Galtzagorriak: un particolare tipo di folletti.
- San Martin Txiki: un popolare personaggio cristiano.
- Atxular e Mikelatz: figli di Mari.
- Jaun Zuria: il mitico primo Signore di Biscaglia, che si diceva nato da una principessa scozzese ed il dio Sugaar nel villaggio di Mundaka.
- Herensuge: il dragone che si trova in molte leggende.
- Erge: spirito maligno che ruba la vita degli uomini.
- Adur: non è un personaggio vero e proprio, ma un'astrazione della fortuna, del destino e della magia.
- Sorginak: esseri mitologici a metà tra Mari e le streghe.
- Aatxe: spiritello delle grotte, spesso visto come incarnazione di Mari.

## Urtzi
Urtzi, Ortz o Ost sembra essere il nome con cui i baschi indicavano il cielo e le divinità (generalmente straniere) che vi risiedevano. Nel Medioevo, il Codex calixtinus indicava che "essi chiamano Iddio Urcia". Ancora oggi, molte parole basche sembrano derivare da Ost, Ortz od Urtzi.

## Dopo il Cristianesimo
Dopo la cristianizzazione, i Baschi continuarono a produrre miti:
- La Battaglia di Roncisvalle, compresa nel Ciclo carolingio.
- L'apparizione dell'Arcangelo Michele sul monte Aralar per assistere un nobile eremita.
- La divisa dell'esercito della Navarra deriverebbe da quelle usate nella Battaglia di Las Navas de Tolosa.
- La battaglia di Amaiur fu quella dove la Navarra perse l'indipendenza e fu annessa al Regno di Castiglia.

## Miti moderni
Oltre alle credenze religiose degli antichi baschi, esistono diverse storie di valore emotivo, culturale, morale ed etico nei confronti della nazione. Vista dall'esterno, comunque, la mitologia basca può includere ogni storia che abbia contribuito al modellamento dei valori e delle credenze baschi.
Alcuni miti moderni sono stati creati nel XIX secolo, con il risvegliarsi del nazionalismo basco.
Storici spagnoli hanno collocato gli Iberi ed i Baschi nella narrativa di Babele, come discendenti di Tubal (uno dei nipoti di Noè, e figlio di Jafet).
A differenza del resto della Spagna, comunque, pare che il sangue basco non contenga tracce di "incroci" con quello ebraico o moro e questo, durante il periodo della Purezza del Sangue, li fece restare liberi perfino di fronte all'autorità ed alla tassazione castigliana.
Nel XIX secolo, lo scrittore Augustin Chaho (originario di Zuberoa) creò il personaggio di Aitor come primo padre del popolo basco, facendolo risalire per l'appunto a Tubal. Chaho creò anche la figura di Leherensuge, una creatura semi-divina che accompagna e protegge l'indipendenza del popolo basco. Il nome deriva per l'appunta da lehen (origine) e 'heren' (fine): in questo senso, Leheren può essere associato a Sugaar.
L'Albero di Guernica è ancora oggi il simbolo della libertà basca. Viene considerato sacro, e perfino sindaci e governatori prestano giuramento sotto di esso.